# Certificat de sécurité (chemins de fer)
Pour les articles homonymes, voir Certificat de sécurité.
Un certificat de sécurité est un document prévu par l'article 10 de la directive européenne 2004-49, donné par une autorité de sécurité d'un État membre à une entreprise ferroviaire.
Ce document atteste que l'entreprise a mis en place un système de gestion de la sécurité conforme aux exigences de l'article 9 de la même directive. Il est valable cinq ans. Il peut porter sur la totalité du réseau ferroviaire d'un pays ou seulement sur certaines lignes.
Un certificat de sécurité comporte :
- une partie A valable, une fois validée par une autorité de sécurité, dans toute l'Europe
- une partie B spécifique à chaque pays et validé par l'autorité de sécurité du pays traversé par l'entreprise ferroviaire

Le certificat peut être retiré par l'autorité qui l'a délivré en cas de manquement aux règles de sécurité.